# Campeonato Argentino M20 2001
El Campeonato Argentino de Menores de 20 años de 2001 fue un torneo para los seleccionados M20 de las uniones regionales afiliadas a la Unión Argentina de Rugby. El torneo se llevó a cabo entre el 13 de octubre y el 17 de noviembre de 2001.
A partir de esta temporada los Campeonato Argentino Juvenil pasó a disputarse en las categorías M18 y M20 en lugar de M19 y M21, como se había hecho desde 1993. Este cambio se llevó a cabo con el objetivo de facilitar el trabajo de los programas de desarrollo de la UAR al alinear los torneos con los seleccionados juveniles argentinos.
Los equipos de este torneo y del Campeonato Argentino M18 fueron distribuidos de acuerdo a la disposición de sus respectivos seleccionados en el Campeonato Argentino de Mayores de 2001, a excepción del seleccionado de la Unión de Rugby del Valle del Chubut, quienes fueron reemplazados en la Zona Campeonato por el seleccionado de la Unión Santafesina de Rugby (originalmente de la Zona Ascenso). Debido a esto todos los partidos del torneo M20 (a excepción de los de la fase final) se disputaron el mismo día y en la misma cancha que los del torneo M18. Algunos encuentros también se disputaron como preliminares a los partidos del Campeonato de Mayores.
La final entre los seleccionados de Buenos Aires y Tucumán, originalmente programada para el 17 de octubre en las instalaciones del Club Newman, no se disputó debido al fallecimiento de Emilio Gnessi Lipi, miembro de la Comisión de Competencias de la UAR.

## Equipos participantes
Disputaron esta edición las selecciones de ocho uniones provinciales en la Zona Campeonato y siete en la Zona Ascenso.
| División                  | Equipo              | Unión                                                |
| ------------------------- | ------------------- | ---------------------------------------------------- |
| Zona Campeonato 8 equipos | Buenos Aires        | Unión de Rugby de Buenos Aires                       |
| Zona Campeonato 8 equipos | Córdoba             | Unión Cordobesa de Rugby                             |
| Zona Campeonato 8 equipos | Cuyo                | Unión de Rugby de Cuyo                               |
| Zona Campeonato 8 equipos | Mar del Plata       | Unión de Rugby de Mar del Plata                      |
| Zona Campeonato 8 equipos | Rosario             | Unión de Rugby de Rosario                            |
| Zona Campeonato 8 equipos | Salta               | Unión de Rugby de Salta                              |
| Zona Campeonato 8 equipos | Santa Fe            | Unión Santafesina de Rugby                           |
| Zona Campeonato 8 equipos | Tucumán             | Unión de Rugby de Tucumán                            |
| Zona Ascenso 7 equipos    | Alto Valle          | Unión de Rugby del Alto Valle de Río Negro y Neuquén |
| Zona Ascenso 7 equipos    | Austral             | Unión de Rugby Austral                               |
| Zona Ascenso 7 equipos    | Entre Ríos          | Unión Entrerriana de Rugby                           |
| Zona Ascenso 7 equipos    | Nordeste            | Unión de Rugby del Nordeste                          |
| Zona Ascenso 7 equipos    | San Juan            | Unión Sanjuanina de Rugby                            |
| Zona Ascenso 7 equipos    | Santiago del Estero | Unión Santiagueña de Rugby                           |
| Zona Ascenso 7 equipos    | Sur                 | Unión de Rugby del Sur                               |

## Zona Campeonato

### Zona A
| Pos. | Equipos      | Partidos | Partidos | Partidos | Tantos | Tantos | Tantos | Pts. |
| Pos. | Equipos      | G        | E        | P        | PF     | PC     | DP     | Pts. |
| ---- | ------------ | -------- | -------- | -------- | ------ | ------ | ------ | ---- |
| 1.°  | Buenos Aires | 3        | 0        | 0        | 171    | 50     | +121   | 6    |
| 2.°  | Cuyo         | 2        | 0        | 1        | 149    | 84     | +65    | 4    |
| 3.°  | Rosario      | 1        | 0        | 2        | 55     | 68     | -13    | 2    |
| 4.°  | Santa Fe     | 0        | 0        | 3        | 41     | 214    | -173   | 0    |

|  | Clasifica a fase final |

| 20 de octubre | Santa Fe | 12 - 14 | Rosario | Club Universitario, Santa Fe    |                                 |
|               |          | Reporte |         | Árbitro(s): Marcelo Trajtemberg | Árbitro(s): Marcelo Trajtemberg |

| 20 de octubre | Buenos Aires | 45 - 19 | Cuyo | Club Newman, Benavídez             |                                    |
|               |              | Reporte |      | Árbitro(s): Omar Alcocer (Tucumán) | Árbitro(s): Omar Alcocer (Tucumán) |

| 27 de octubre | Cuyo | 26 - 22 | Rosario |                                      |                                      |
|               |      | Reporte |         | Árbitro(s): Gustavo Pérez (San Juan) | Árbitro(s): Gustavo Pérez (San Juan) |

| 27 de octubre | Buenos Aires | 96 - 12 | Santa Fe | Club Newman, Benavídez               |                                      |
|               |              | Reporte |          | Árbitro(s): Pablo Guerrero (Rosario) | Árbitro(s): Pablo Guerrero (Rosario) |

| 3 de noviembre | Rosario | 19 - 30 | Buenos Aires | Duendes Rugby Club, Rosario           |                                       |
|                |         | Reporte |              | Árbitro(s): Gustavo Mancuso (Córdoba) | Árbitro(s): Gustavo Mancuso (Córdoba) |

| 3 de noviembre | Cuyo | 104 - 17 | Santa Fe |  |  |
|                |      | Reporte  |          |  |  |

### Zona B
| Pos. | Equipos       | Partidos | Partidos | Partidos | Tantos | Tantos | Tantos | Pts. |
| Pos. | Equipos       | G        | E        | P        | PF     | PC     | DP     | Pts. |
| ---- | ------------- | -------- | -------- | -------- | ------ | ------ | ------ | ---- |
| 1.°  | Tucumán       | 3        | 0        | 0        | 196    | 42     | +154   | 6    |
| 2.°  | Córdoba       | 2        | 0        | 1        | 93     | 69     | +24    | 4    |
| 3.°  | Salta         | 1        | 0        | 2        | 85     | 100    | -15    | 2    |
| 4.°  | Mar del Plata | 0        | 0        | 3        | 36     | 199    | -163   | 0    |

|  | Clasifica a fase final |

| 20 de octubre | Córdoba | 21 - 36 | Tucumán |  |  |

| 20 de octubre | Mar del Plata | 11 - 56 | Salta |  |  |

| 27 de octubre | Tucumán | 101 - 5 | Mar del Plata |  |  |

| 27 de octubre | Salta | 13 - 30 | Córdoba |  |  |

| 3 de noviembre | Tucumán | 59 - 16 | Salta |  |  |
|                |         | Reporte |       |  |  |

| 3 de noviembre | Córdoba | 42 - 20 | Mar del Plata |  |  |
|                |         | Reporte |               |  |  |

## Zona Ascenso

### Zona Norte
| Pos. | Equipos         | Partidos | Partidos | Partidos | Tantos | Tantos | Tantos | Pts. |
| Pos. | Equipos         | G        | E        | P        | PF     | PC     | DP     | Pts. |
| ---- | --------------- | -------- | -------- | -------- | ------ | ------ | ------ | ---- |
| 1.°  | Sgo. del Estero | 1        | 0        | 1        | 55     | 51     | +4     | 2    |
| 2.°  | Nordeste        | 1        | 0        | 1        | 55     | 46     | +9     | 2    |
| 3.°  | Entre Ríos      | 1        | 0        | 1        | 21     | 34     | -13    | 2    |

| 13 de octubre | Santiago del Estero | 41 - 35 | Nordeste |  |  |

| 20 de octubre | Entre Ríos | 16 - 14 | Santiago del Estero |  |  |

| 27 de octubre | Nordeste | 20 - 15 | Entre Ríos |  |  |

### Zona Sur
| Pos. | Equipos    | Partidos | Partidos | Partidos | Tantos | Tantos | Tantos | Pts. |
| Pos. | Equipos    | G        | E        | P        | PF     | PC     | DP     | Pts. |
| ---- | ---------- | -------- | -------- | -------- | ------ | ------ | ------ | ---- |
| 1.°  | San Juan   | 3        | 0        | 0        | 98     | 23     | +65    | 6    |
| 2.°  | Sur        | 2        | 0        | 1        | 56     | 44     | +12    | 4    |
| 3.°  | Alto Valle | 1        | 0        | 2        | 55     | 62     | -7     | 2    |
| 4.°  | Austral    | 0        | 0        | 3        | 22     | 102    | -80    | 0    |

| 13 de octubre | San Juan | 33 - 6 | Alto Valle |  |  |

| 13 de octubre | Sur | 25 - 7 | Austral |  |  |

| 20 de octubre | Austral | 3 - 41 | San Juan |  |  |

| 20 de octubre | Alto Valle | 13 - 17 | Sur |  |  |

| 27 de octubre | Austral | 12 - 36 | Alto Valle |  |  |

| 27 de octubre | Sur | 14 - 24 | San Juan |  |  |

## Fase final
La final fue suspendida debido al fallecimiento de Emilio Gnessi Lipi, miembro de la Comisión de Competencias de la Unión Argentina de Rugby y originario de la Provincia de Tucumán.
|  | Semifinales     | Semifinales     | Semifinales     |         |              | Final           | Final           | Final           |  |
|  | 10 de noviembre | 10 de noviembre | 10 de noviembre |         |              | 17 de noviembre | 17 de noviembre | 17 de noviembre |  |
|  |                 |                 |                 |         |              |                 |                 |                 |  |
|  |                 |                 |                 |         |              |                 |                 |                 |  |
|  | Buenos Aires    | Buenos Aires    | 42              |         |              |                 |                 |                 |  |
|  | Buenos Aires    | Buenos Aires    | 42              |         |              |                 |                 |                 |  |
|  | Córdoba         | Córdoba         | 8               |         |              |                 |                 |                 |  |
|  | Córdoba         | Córdoba         | 8               |         | Buenos Aires | Buenos Aires    | -               |                 |  |
|  |                 |                 |                 |         | Buenos Aires | Buenos Aires    | -               |                 |  |
|  |                 |                 | Tucumán         | Tucumán | -            |                 |                 |                 |  |
|  | Tucumán         | Tucumán         | Tucumán         | Tucumán | -            | 38              |                 |                 |  |
|  | Tucumán         | Tucumán         |                 |         |              | 38              |                 |                 |  |
|  | Cuyo            | Cuyo            | 17              |         |              |                 |                 |                 |  |
|  | Cuyo            | Cuyo            | 17              |         |              |                 |                 |                 |  |
|  |                 |                 |                 |         |              |                 |                 |                 |  |

### Semifinales
| 10 de noviembre | Buenos Aires | 42 - 8  | Córdoba | Club Newman, Benavídez        |                               |
|                 |              | Reporte |         | Árbitro(s): Eduardo Bancalari | Árbitro(s): Eduardo Bancalari |

| 10 de noviembre | Tucumán | 38 - 17 | Cuyo |  |  |

### Final
| 17 de noviembre | Buenos Aires | Cancelado | Tucumán | Club Newman, Benavídez |  |
|                 |              | Reporte   |         |                        |  |